# Copa Barkalov
La Copa Barkalov es una competición de waterpolo celebrada en Ucrania, en la localidad de Dneprozerjinsk o en Kiev. El torneo se celebra en honor del famoso waterpolista Aleksey Barkalov.

## Palmarés
| Año  | Primero   | Segundo | Tercero     | Cuarto    |
| ---- | --------- | ------- | ----------- | --------- |
| 2010 | Turquía   | Ucrania | Georgia     | Polonia   |
| 2009 |           |         |             |           |
| 2008 |           |         |             |           |
| 2007 |           |         |             |           |
| 2006 | Ucrania-A | Polonia | Bielorrusia | Ucrania-B |
| 2005 |           |         |             |           |